# Sielmanns Tierwelt
Sielmanns Tierwelt war eine monatlich erscheinende, durchgehend farbig illustrierte Tier- und Naturzeitschrift, die zwischen 1977 und 1981 von Heinz Sielmann herausgegeben wurde. Chefredakteur war Henning Saure, stellvertretender Chefredakteur Roland Gerber und wissenschaftlicher Berater war Harald Schliemann.

## Geschichte
Ab April 1977 publizierte Heinz Sielmann im Orbis Verlag eine Zeitschrift mit dem Titel Tierwelt – Alles über Tiere und die Welt in der sie leben. Sie startete als reines Wildtiermagazin mit populärwissenschaftlichen Texten über Tiere aus aller Welt sowie großen Farbfotostrecken von international renommierten Tier- und Naturfotografen. Auch auf Naturschutzthemen legte Sielmann großen Wert. Im September 1977 wurde der Titel in Sielmanns Tierwelt geändert und ab 1978 erschien die Zeitschrift im Hamburger Paul Parey Verlag. Neben den Wildtierartikeln wurden nun auch vermehrt Artikel über Haustiere veröffentlicht. 1981 wurde Sielmanns Tierwelt bei einer Auflage von 48 000 Exemplaren mit Bernhard Grzimeks Zeitschrift Das Tier fusioniert. Von Juli 1981 bis August 1982 wurde sie unter dem Titel Grzimeks Tier und Sielmanns Tierwelt veröffentlicht, bevor sie ab September 1982 unter dem Titel Das Tier erschien.